# Альгайер, Иоганн Баптист
Иоганн Баптист Альгайер (нем. Johann Baptist Allgaier; 19 июня 1763, Шуссенрид — 3 января 1823, Вена) — сильнейший шахматист Австрии конца XVIII — начала XIX века. Автор популярного шахматного руководства, выдержавшего 7 изданий (1795/96 — 1841). Предложил гамбит, который носит его имя. Способствовал широкому применению алгебраической нотации, впервые использовал табличную форму изложения дебютных теоретических данных.
Играл за шахматным автоматом В. Кемпелена–И. Мельцеля. Именно он, Альгайер, в 1809 году в Шёнбрунне играл за автомат против Наполеона. Однако достоверность этого эпизода под вопросом["именно он" или "под вопросом"?].

## Книги
- «Neue theoretisch-praktische Anweisung zum Schachspiele», 1795-96 (два тома)